# Гуцін
Гуцін (словац. Hucín) — село в Словаччині у складі Банськобистрицького краю. Площа села 12,56 км². Станом на 31 грудня 2017 року в селі проживало 934 жителі.

## Історія
Перші згадки про село датуються 1327 роком.

## Населення
| Рік:            | 1994. | 2004.   | 2014.    | 2024.   |
| --------------- | ----- | ------- | -------- | ------- |
| Кількість осіб: | 795   | 782     | 913      | 915     |
| Різниця:        |       | -1,63 % | +16,75 % | +0,21 % |

| Рік:            | 2023. | 2024. |
| --------------- | ----- | ----- |
| Кількість осіб: | 915   | 915   |
| Різниця:        |       | +0 %  |